# Chaetocnema truncata
Chaetocnema truncata is een keversoort uit de familie bladkevers (Chrysomelidae). De wetenschappelijke naam van de soort werd in 1996 gepubliceerd door White.